# New Hope (Alabama)
New Hope é uma cidade localizada no estado americano do Alabama, no Condado de Madison.

## Demografia
Segundo o censo americano de 2000, a sua população era de 2539 habitantes.
Em 2006, foi estimada uma população de 2689, um aumento de 150 (5.9%).

## Geografia
De acordo com o United States Census Bureau, a localidade tem uma área de 22,9 km², sem área coberta por água. New Hope localiza-se a aproximadamente 180 m acima do nível do mar.

## Localidades na vizinhança
O diagrama seguinte representa as localidades num raio de 24 km ao redor de New Hope.